# هيبياسي
هيبياس الأثيني حكيم وفيلسوف في الرياضيات ولد في إليس وكان شاعرا معروفا وكان له تأثير من بعده على الشعراء الآخرين. اهتم باللغة والتاريخ والسياسة والاقتصاد والفلك وتتضمن أعماله الأدبية مراثي شعرية وتراجيديا وقام بعمل كبير حول هوميروس وجمع الشعر اليوناني ولم يبقى من كتبه إلا شذرات في كتب لكتاب آخرين.